# Cantabria (A-15)
ESPS «Cantabria» (A 15) — Корабель підтримки, є другим за величиною військовим кораблем у складі ВМС Іспанії. Він призначений матеріально-технічної підтримки іспанського флоту.

## Назва
Судно отримало назву на честь Кантабрі́ї (ісп. Cantabria) — автономної спільноти і однойменної провінції на півночі Іспанії ,одного з іспанських регіонів з найдовшими морськими традиціями. 

## Історія створення
Контракт на будівництво корабля був підписаний у липні 2005 року. Закладено на верфі компанії Navantia Carenas Puerto Real (Пуерто-Реаль, Кадіс) 18 липня 2007 року. Спущено на воду 21 липня 2008 року. Хрещеною матір'ю стала Аврора Діас Абелла, Мігеля Анхеля Ревілья – президента автономної спільноти Кантабрія. З жовтня до грудня 2009 року проходив ходові випробування у затоці Кадіс. Введено до складу ВМС Іспанії 29 вересня 2010 року. Спочатку на будівництво корабля було виділено 213 млн. євро, остаточна вартість будівництва склала 238 млн. євро.

## Історія служби
У 2013 році корабель було розгорнуто в Австралії.
За повідомленням від 15 липня в іспанському порту Пальма-де-Майорка приєднався до другої постійної військово-морської групи патрульних суден НАТО (SNMG 2), до складу якої також входили: флагман - фрегат FGS «Hamburg»(F 220) ВМС Німеччини, іспанська фрегат ESPS Santa María(F 81) і канадський фрегат HMCS Winnipeg(FFH 338). Вранці 21 серпня у складі цільової групи SNMG-2 НАТО прибув із візитом до Тунісу. 26 серпня прибув на військово-морусську базу Рота, Іспанія, і вийшов із стільника цільової групи SNMG-2 НАТО. За повідомленням від 08 вересня 2015 року взяв участь у навчаннях «Dynamic Guard», в яких брали участь кораблі цільової групи SNMG-2 НАТО – фрегат FGS «Hamburg»(F 220) ВМС Німеччини, фрегат TCG «Yildirim»(F-243) ВМС Туреччини, а також фрегати ESPS Alvaro de Bazan(F101) і ESPS Canarias(F 86) ВМС Іспанії.
28 січня 2016 року у складі першої постійної групи кораблів НАТО (SNMG-1) прибув із запланованим візитом до Лондона. 12 лютого прибув із запланованим візитом до Бергену, Норвегія. 25 лютого у складі першої постійної групи кораблів НАТО (SNMG-1) прибув із запланованим візитом до Тронхейму, Норвегія.
З середини вересня до листопада 2016 року корабель було розгорнуто біля берегів Канади.
22 серпня 2017 року судно приєдналося до операції «Софія» – місії Європейського Союзу проти незаконої міграції у Середземному морі. В цій місії «Кантабрія»  працювала як флагман операції під командуванням іспанського контр-адмірала Хав'єра Морено. В грудні судно повернулося додому.
23 серпня 2021 року прибув в порт рота.